# Canale di Pearse
Il canale di Pearse è uno stretto che forma parte del confine tra Stati Uniti e Canada all'estremità meridionale dell'Alaska sud-orientale, adiacente all'insenatura Portland Inlet. È situato sul versante nordoccidentale dell'Isola di Wales e dell'Isola di Pearse, nella Columbia Britannica, in Canada.

L'imbocco sudoccidentale dello stretto si trova tra  Phipp Point e Maie Point, entrambi in Alaska e termina alla confluenza con il canale di Portland.

## Etimologia
Il nome al canale fu dato dal capitano Daniel Pender nel 1868, nel corso dell'attività di rilevazione dei profili costieri, in onore di William Alfred Rombulow Pearse, capitano della HMS Alert (1856) della Royal Navy. Allo stesso Pearse era già stata intitolata l'Isola di Pearse.

## Dati fisici
Il canale lungo più o meno 38 chilometri presenta le seguenti isole, insenature e promontori.

### Isole presenti nel canale
Nel canale sono presenti le seguenti principali isole (dall'imboccatura):
- Isole di Safa (Safa Islands)[5] 54°46′37″N 130°36′07″W - Lato Columbia Britannica. Questo gruppo di isole si trovano all'imbocco sud del canale; la massima elevazione è di 8 m s.l.m..
- Isola di Pearse Canal (Pearse Canal Island)[6] 54°47′05″N 130°36′32″W - Lato Columbia Britannica. Questo gruppo di isole si trovano all'imbocco sud del canale.
- Isola di Yelnu (Yelnu Islets)[7] 54°56′03″N 130°19′59″W - Lato Alaska. L'isolotto si trova all'entrata dell'insenatura di Hidden (Hidden Inlet).

### Insenature e altre masse d'acqua
Nel canale sono presenti le seguenti principali insenature (dall'imboccatura):
- Canale di Tongass (Tongass Passage)[8] 54°44′39″N 130°38′10″W - Il canale a sud confina con lo stretto di Dixon (Dixon Entrance).
- Baia di Wales (Wales Harbour)[9] 54°45′44″N 130°35′28″W - Lato Columbia Britannica. L'insenatura si trova di fronte alle isole di Safa (Safa Islands).
- Canale di Fillmore (Filmore Inlet) - Lato Alaska. Il canale si collega a nord del canale di Pearse e insieme a quest'ultimo circondano l'isola di Fillmore (Fillmore Island).
- Baia di Regina (Regina Cove)[10] 54°48′26″N 130°33′40″W - Lato Alaska. La baia è situata sulla costa dell'isola di Fillmore (Fillmore Island).
- Canale di Wales (Wales Passage) 54°47′41″N 130°27′18″W - Lato Columbia Britannica. Il canale chiude a nord-est l'isola di Wales.
- Insenatura di Winter (Winter Inlet)[11] 54°47′41″N 130°27′18″W - Lato Columbia Britannica. L'insenatura s'insinua profondamente nell'isola di Pearse (Pearse Island)
- Canale di Edward (Edward Passage)[12] 54°51′00″N 130°30′42″W - Lato Alaska. Il canale, lungo 4 chilometri, divide l'isola di Fillmore (Fillmore Island) dal continente.
- Canale di Hidden (Hidden Inlet)[13] 54°59′55″N 130°20′31″W - Lato Alaska. Il canale s'inoltra, per 6,7 chilometri, nel gruppo montuoso Peabody (Peabody Mountains).

### Promontori
Nel canale sono presenti i seguenti promontori (dall'imboccatura):
- Promontorio di Male (Male Point)[14] 54°47′44″N 130°36′46″W - Lato Alaska. Il promontorio ha una elevazione di 42 metri e si trova all'estremo meridionale dell'isola di Fillmore (Fillmore Island).
- Promontorio di Phipp (Point Phipp) 54°46′34″N 130°37′19″W - Lato Columbia Britannica. Il promontorio si trova sul lato occidentale dell'isola di Wales (Wales Island).
- Promontorio di Akeku (Akeku Point)[15] 54°50′09″N 130°29′42″W - Lato Alaska. Il promontorio ha una elevazione di 61 metri e indica l'entrata nel canale di Edward (Edward Passage).
- Promontorio di Hidden (Hidden Point)[16] 54°56′56″N 130°19′34″W - Lato Alaska. Il promontorio ha una elevazione di 64 metri e indica l'entrata nell'insenatura di Hidden (Hidden Inlet).
- Promontorio di Blaine (Blaine Point)[17] 55°02′19″N 130°13′52″W - Lato Alaska. Il promontorio ha una elevazione di 49 metri e si trova di fronte all'entrata del canale di Portland (Portland Inlet).
- Promontorio di Tree (Tree Point) 55°01′59″N 130°11′22″W - Lato Columbia Britannica. Il promontorio sulla punta più settentrionale dell'isola di Pearse(Pearse Island) all'incrocio con il canale di Portland (Portland Inlet).